# Phragmanthera nigritana
Phragmanthera nigritana là một loài thực vật có hoa trong họ Loranthaceae. Loài này được (Hook.f. ex Benth.) Balle miêu tả khoa học đầu tiên năm 1956.